# Campeonato Cearense de Futebol Feminino de 2011
O Campeonato Cearense de Futebol Feminino de 2011 foi a 5ª edição do torneio e contou com 6 times.

## Fase Classificatoria - Grupo: Único[2]
| Pos | Clube       | PG | JG | Vit | Emp | Der | GP | GC | SG  | Apr. % |
| 1   | Caucaia     | 30 | 10 | 10  | 0   | 0   | 69 | 3  | 66  | 100.00 |
| 2   | Guarany (S) | 18 | 10 | 6   | 0   | 4   | 31 | 21 | 10  | 60.00  |
| 3   | Horizonte   | 16 | 10 | 5   | 1   | 4   | 20 | 18 | 2   | 53.33  |
| 4   | Pacatuba    | 12 | 10 | 4   | 0   | 6   | 15 | 34 | -19 | 40.00  |
| 5   | Messejana   | 10 | 10 | 3   | 1   | 6   | 15 | 17 | -2  | 33.33  |
| 6   | Juventus    | 3  | 10 | 1   | 0   | 9   | 6  | 63 | -57 | 10.00  |
| --- | ----------- | -- | -- | --- | --- | --- | -- | -- | --- | ------ |

## Final - Grupo: Único[2]
| Pos | Clube       | PG | JG | Vit | Emp | Der | GP | GC | SG | Apr. % |
| 1   | Caucaia     | 6  | 2  | 2   | 0   | 0   | 8  | 0  | 8  | 100.00 |
| 2   | Guarany (S) | 0  | 2  | 0   | 0   | 2   | 0  | 8  | -8 | 0.00   |
| --- | ----------- | -- | -- | --- | --- | --- | -- | -- | -- | ------ |

| 4 de Setembro | Guarany de Sobral | 0-1 | Caucaia      | Horizonte         |  |
| 21:30         |                   |     | {{{golos2}}} | Estádio: Domingão |  |

| 6 de Outubro | Caucaia | 7-0 | Guarany de Sobral | Fortaleza              |  |
| 11:00        |         |     | {{{golos2}}}      | Estádio: Vila Olímpica |  |

## Premiação[2]
| Campeonato Cearense de Futebol Feminino de 2011 |
| Caucaia                                         |
| ----------------------------------------------- |
| Caucaia                                         |
| 3º Título                                       |